# Поклик
 
«Поклик» — четвертий міні-альбом співачки Джамали, випущений 28 жовтня 2022 року. Альбом було представлено наживо 5 листопада 2022 року під час благодійного концерту в Києві у музеї Ханенків. 

## Перелік пісень
| Цифровий реліз, трансляція | Цифровий реліз, трансляція | Цифровий реліз, трансляція             | Цифровий реліз, трансляція |
| #                          | Назва                      | Автор                                  | Тривалість                 |
| -------------------------- | -------------------------- | -------------------------------------- | -------------------------- |
| 1.                         | «Take Me To A Place»       | Сусана Джамаладінова, Maria Q          | 4:01                       |
| 2.                         | «Закохана»                 | Сусана Джамаладінова, Уляна Автенюк    | 3:03                       |
| 3.                         | «Be Brave, Be Different»   | Сусана Джамаладінова, Maria Q          | 4:28                       |
| 4.                         | «Сину»                     | Сусана Джамаладінова, Василь Симоненко | 3:25                       |
| 14:57                      |                            |                                        |                            |

## Історія релізу
| Регіон | Дата           | Формат                          | Лейбл      | Іст.  |
| ------ | -------------- | ------------------------------- | ---------- | ----- |
| Світ   | 28 жовтня 2022 | Цифрове завантаження Трансляція | Camp Music | [ 5 ] |